# Собор Рождества Пресвятой Богородицы (Медведева пустынь)
Собор Рождества Пресвятой Богородицы (Церковь Рождества Пресвятой Богородицы) — храм в селе Пустынь Дмитровского района Московской области. В XVI — XVIII веках являлся главным храмом ныне закрытого монастыря Медведева пустынь.
Расположен на реке Сестре при впадении в неё реки Яхромы.
Свое название Медведева пустынь получила из-за больших лесов и малой заселённости места в XV — XVI веках, т.е. медведи в данных местах были не редкость. Большой лес располагался на слиянии рек Сестры и Дубны.

## История
Ранее на данном месте располагалась деревянная церковь, основанная в 1360 году Мефодием Пешношским.
В 1472 году Медведева пустынь (монастырь Медведева пустынь) упоминается в духовной грамоте князя Юрия Васильевича.
Храм построен в 1547 году на средства пожертвования Ивана Грозного. Царь ехал в Кирилло-Белозерский монастырь и по пути остановился в Николо-Пешношском монастыре.
Рождественско-Богородичный храм послужил началом образования монастыря Медведева пустынь.
В XVI веке построена 3-ярусная колокольня, в 1871 году верхний ярус был перестроен.
Монастырь активно участвует в торговле с Русским севером (Белозерье). Так одним из основных привозимых товаров являлась соль, на север шёл, в основном, хлеб (зерно).
Монастырь пострадал во время Польско-Литовского нашествия, что в дальнейшем сказалось на его судьбе.
По писцовым книгам 7135—7136 годов  по летоисчислению от сотворения мира (около 1627 - 1628 годов н.э.) Рождества Пресвятой Богородицы Медведева пустынь-монастырь стоит на реке Сестре. В монастыре каменная церковь Рождества Пресвятой Богородицы с приделом Николая чудотворца, который стоить без пения. Также церковь каменная с тёплой трапезной Петра митрополита, тоже без пения. Присутствуют игуменская и четыре монаших келий, ограда монастыря деревянная. При монастыре монастырская слободка.
Монастырю принадлежали помимо Подмонастырской слободы деревни: Усть-Пристань, Нижнево и Соколовский посёлок.
В 1764 году после секуляризационной реформы монастырь Медведева Пустынь был преобразован в приходскую церковь. Жители при бывшем монастыре образовали поселение Подмонастырская слободка. Данный населённый вошёл в состав образованной экономической Раменской волости.
После упразднения монастыря женская богадельня просуществовала до 1814 года.
В 1809 году была перевезена зимняя деревянная Спасская церковь из села Дулово Конаковского района Тверской области, расположенного по другую сторону реки Сестры. Церковь дополнила ансамбль «Медведева пустынь». В 1990 году (по другим данным в 1991 году) церковь сгорела.
В XIX веке Рождественско-Богородичный храм был реконструирован. Храм после реконструкции освятил Филарет Московский.
В 1937 году Медведеву пустынь закрыли, имущество церквей было разграблено.
В 1999 году здания храма переданы Русской Православной церкви. Были начаты восстановительные работы.
С 8 августа 2009 г. является подворьем Николо-Пешношского монастыря. 

## Архитектура

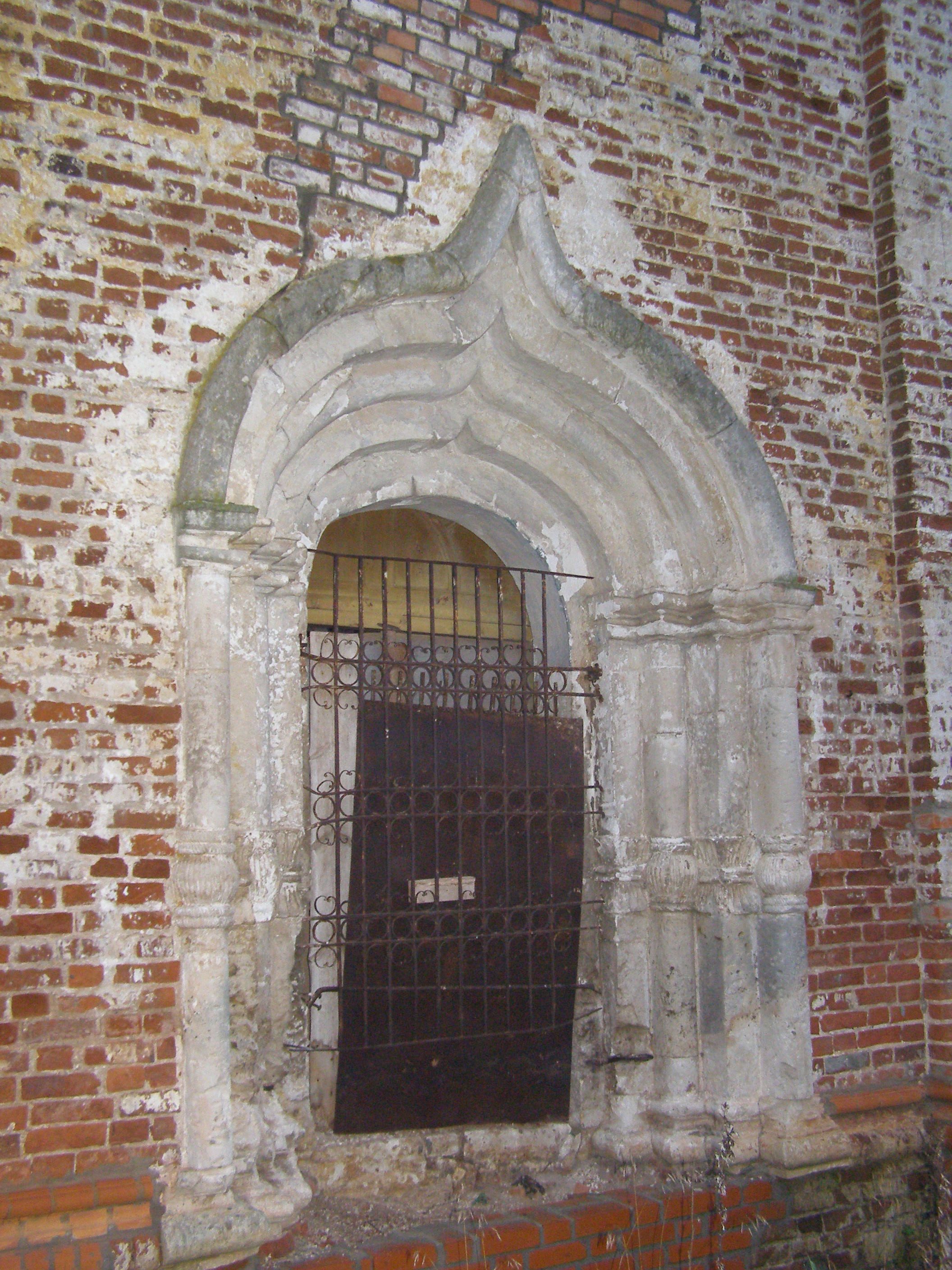
Портал

Здание храма представляет собой классический четырёхстолпный симметричный четверик с одноглавым куполом, расположенном на световом барабане.
Ровные фасады разделены на три равных прясла, увенчанные закомарами. Окна небольшие, узкие.
Фасады строго оформлены, основным украшением с трёх сторон являются порталы.
По внешнему оформлению, в т.ч. фризу, церковь близка к архитектуре XV — XVI веков Белозерья.
Ранее крыша была завершена двумя ярусами кокошников, но в ходе реставрации XIX века, крыша стала простой, скрыв основания кокошников.
Колокольня трехъярусная, XVI века. В ходе реставрации в 1871 году верхний ярус перестраивался, также кирпичный купол был заменён на деревянный, покрытый листовым железом.
Кирпичная ограда с воротами старая, хотя и обветшала.

## Настоятели
- поп Никон Устинов в 7184 г. по сотворению мира (около 1676 г. по Р. Х.)[5]
- игумен Григорий (Клименко) с 08.09.2009 г.